# Naranjos Amatlán
Naranjos Amatlán là một đô thị thuộc bang Veracruz, México. Năm 2005, dân số của đô thị này là 26119 người.